# Carvalhal (Mêda)
Carvalhal is een plaats (freguesia) in de Portugese gemeente Mêda en telt 134 inwoners (2001).